# Achille Le Tonnelier de Breteuil
Pour les articles homonymes, voir Famille Le Tonnelier de Breteuil et Breteuil.
Achille Charles Stanislas Le Tonnelier, comte de Breteuil, né à Paris le 29 mars 1781 et mort dans la même ville le 3 juin 1864, était un diplomate et homme politique français, qui fut notamment préfet, pair de France puis sénateur. 

## Biographie
Fils du marquis Claude Stanislas Le Tonnelier de Breteuil, neveu de Mgr Anne-François-Victor Le Tonnelier de Breteuil et du bailli de Breteuil, il sort diplômé de l'École polytechnique en 1801 et est attaché à l'administration établie à Mayence pour la liquidation générale des dettes de l'Empire. D'abord diplomate de profession, Achille Le Tonnelier de Breteuil devient secrétaire de légation à Stuttgart. 
Plus tard auditeur au Conseil d'État, il est successivement intendant de la Styrie, de la Carinthie et enfin de la Basse-Carniole. 
Il est créé baron de l'Empire le 9 mars 1810, et est ensuite préfet de la Nièvre entre novembre 1810 et mars 1813, préfet des Bouches-de-l'Elbe en 1813, maître des requêtes au Conseil d'État (1815), préfet d'Eure-et-Loir de 1815 à 1820, préfet de la Sarthe de 1820 à 1822, préfet de la Gironde de 1822 à 1823.
Pair de France à partir de 1824, il devient sénateur du Second Empire le 26 janvier 1852.
Marié à Elisa Marguerite Cottin de Fontaine, petite-fille de Jean Abraham André Poupart de Neuflize, il est le grand-père de Henry Le Tonnelier de Breteuil et de Roberto Biscaretti di Ruffia (it).

## Distinctions
- Commandeur de la Légion d'honneur